# Ghiveci
Le ghiveci est un plat traditionnel roumain et moldave, un ragoût de légumes qui contient des oignons, des carottes, des poivrons, du chou, des tomates, des pommes de terre, des concombres, du potiron, des pois et des herbes comme l'aneth, le persil et le thym. En outre, on peut rajouter des légumes de saison comme l'aubergine ou la courgette.
Le ghiveci est habituellement servi comme plat d'accompagnement, mais peut aussi être servi comme plat principal, il est alors accompagné de mămăligă ou de pain.